# Kikugawa
Kikugawa (jap. 菊川市, -shi) ist eine Stadt in der Präfektur Shizuoka in Japan.

## Geographie
Durch das Stadtgebiet fließt der Fluss Kiku (Kiku-gawa), von dem die Stadt ihren Namen hat. 
Kikugawa liegt südwestlich von Shizuoka und östlich von Hamamatsu auf der Makinohara-Hochebene.

## Verkehr
Kikugawa liegt an der Nationalstraße von Gamagori nach Makinohara und ist auch über die Tōmei-Autobahn erreichbar.
Der Bahnhof Kikugawa an der Tōkaidō-Hauptlinie wird von Zügen der Bahngesellschaft JR Central bedient. Von 1899 bis 1935 verkehrte die Horinouchi-Bahn, eine Überlandstraßenbahn nach Omaezaki.

## Bildergalerie

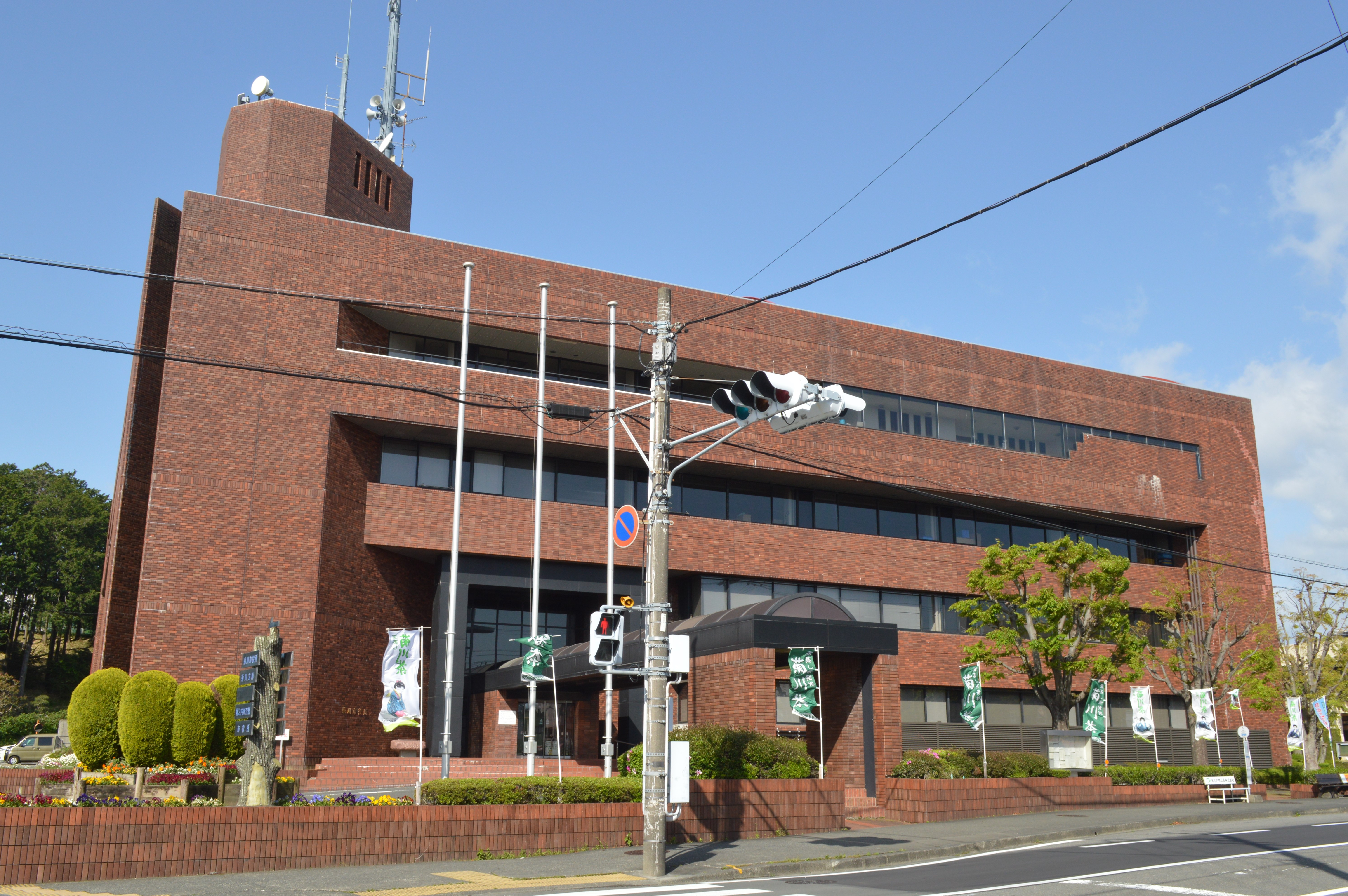
Rathaus
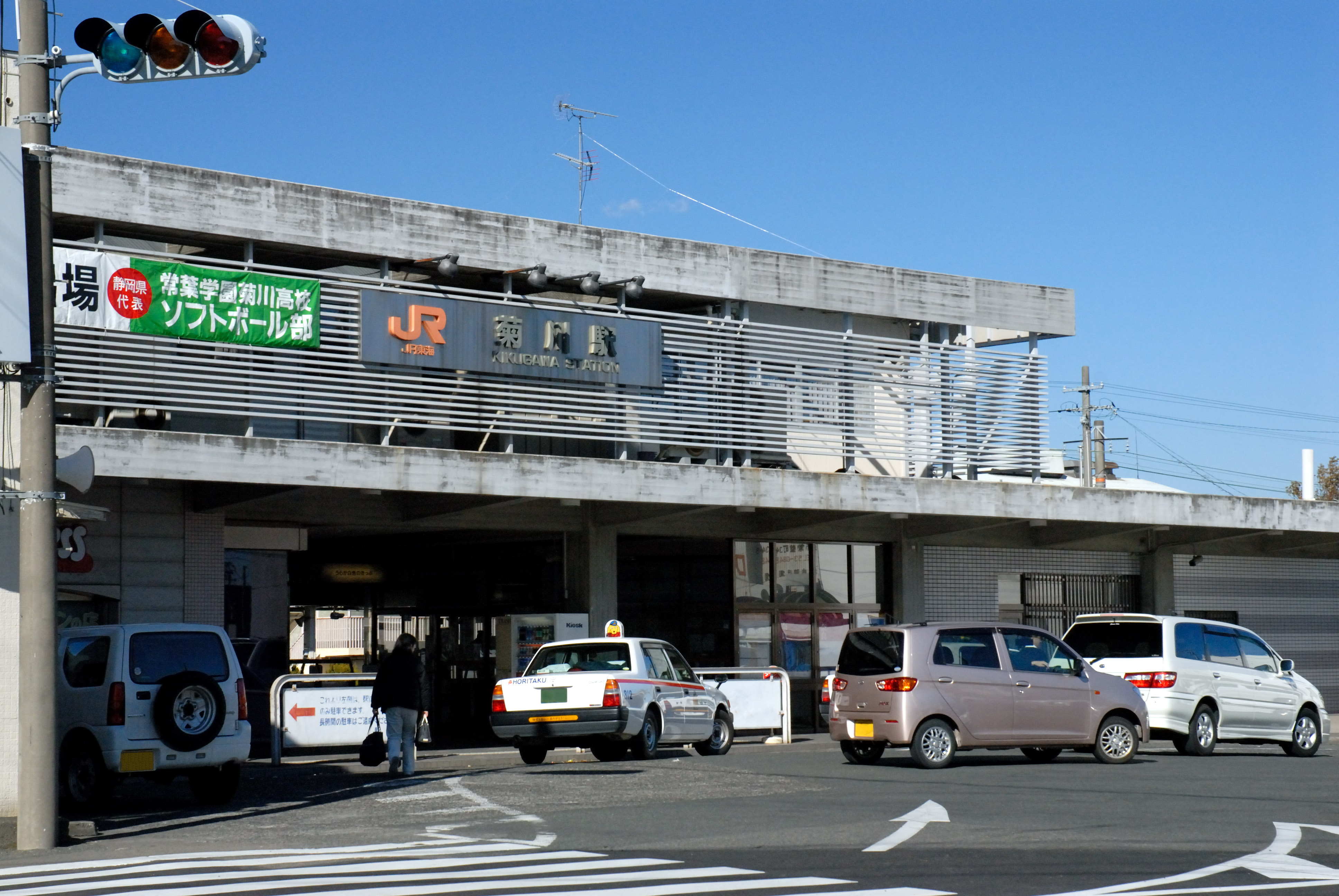
Bahnhof Kikugawa

## Söhne und Töchter der Stadt
- Yōsuke Matsumoto (* 1990), Fußballspieler
- Kubokawa Tsurujirō (1903–1974), Literaturkritiker

## Angrenzende Städte und Gemeinden
- Kakegawa
- Shimada
- Makinohara
- Omaezaki